# Leo Hjelde
Leo Fuhr Hjelde (* 26. srpna 2003 Nottingham, Anglie, Spojené království) je norský profesionální fotbalista, který hraje jako obránce za anglický klub Leeds United. Dříve hrál za Ross County, kde byl na hostování z Celticu.

## Raný život
Je synem bývalého obránce Nottingham Forest a Rosenborgu Jona Olava Hjeldeho, který v době Leova narození hrál za jihokorejský klub Pusan IPark. Jon se na krátkou dobu vrátil do Anglie, aby byl svědkem Leova narození, poté se rodina na několik měsíců přestěhovala do Jižní Koreje, kde žila v Pusanu. Do Anglie se vrátili v polovině roku 2004 a následně se přestěhovali do Norska poté, co v roce 2007 skončilo dvouleté působení Jona Olava v Mansfield Town.

## Klubová kariéra

### Celtic
Dne 29. července 2019 podepsal ve svých 15 letech profesionální smlouvu se skotským klubem Celtic; byl zařazen do rezervního týmu.
Dne 22. ledna 2021 podepsal smlouvu na hostování do konce sezóny se skotským klubem Ross County. Svůj ligový debut si odbyl následující den proti Rangers při prohře 5:0. Svůj první profesionální gól vstřelil 6. března 2021 při vítězství 3:2 proti Kilmarnocku. Jeho výkony během hostování vedly k tomu, že šéf Ross County John Hughes přirovnal mladého obránce k bývalému hráči Celtiku Virgilu van Dijkovi.

### Leeds United
Dne 27. srpna 2021 podepsal za nezveřejněnou částku čtyřletou smlouvu s Leeds United.
Za Leeds United debutoval 9. ledna 2022 v základní sestavě při prohře 2:0 ve třetím kole FA Cupu s West Ham United. V Premier League debutoval následující týden, rovněž na hřišti West Hamu, když při výhře Leedsu 3:2 vystřídal v prvním poločase Juniora Firpa a stal se nejmladším Norem, který kdy hrál v Premier League.

## Kariérní statistiky
Aktualizováno 15. února 2022
| Klub                    | Sezóna         | Liga                 | Liga   | Liga | Národní pohár | Národní pohár | Ligový pohár | Ligový pohár | Ostatní | Ostatní | Celkem | Celkem |
| Klub                    | Sezóna         | Soutěž               | Zápasy | Góly | Zápasy        | Góly          | Zápasy       | Góly         | Zápasy  | Góly    | Zápasy | Góly   |
| ----------------------- | -------------- | -------------------- | ------ | ---- | ------------- | ------------- | ------------ | ------------ | ------- | ------- | ------ | ------ |
| Celtic                  | 2020/21        | Scottish Premiership | 0      | 0    | 0             | 0             | 0            | 0            | 0       | 0       | 0      | 0      |
| Celtic                  | 2021/21        | Scottish Premiership | 0      | 0    | 0             | 0             | 0            | 0            | 0       | 0       | 0      | 0      |
| Celtic                  | Celkem         | Celkem               | 0      | 0    | 0             | 0             | 0            | 0            | 0       | 0       | 0      | 0      |
| Ross County (hostování) | 2020/21        | Scottish Premiership | 11     | 1    | 1             | 0             | 0            | 0            | —       | —       | 12     | 1      |
| Leeds United            | 2021/22        | Premier League       | 2      | 0    | 1             | 0             | 0            | 0            | 0       | 0       | 3      | 0      |
| Kariéra celkem          | Kariéra celkem | Kariéra celkem       | 13     | 1    | 2             | 0             | 0            | 0            | 0       | 0       | 15     | 1      |